# بايين آب سفلي (مقاطعة دلفان)
بايين‌آب سفلي (بالفارسية: پایین‌آب سفلی) هي قرية تقع في قسم كاكاوند الشرقي الريفي (مقاطعة دلفان) في إيران. يقدر عدد سكانها بـ 81 نسمة .